# Hualpén

Herb Hualpén

Hualpén – miasto w Chile, w regionie Biobío, w prowincji Concepción.
Liczba ludności: 88 046 (2004), powierzchnia: 53,5 km². Miasto założone zostało w 2004 roku.